# Grundnivå
Grundnivå är en grundläggande nivå av högskole- eller universitetsutbildning, före avancerad och forskarnivå. Högskole- och universitetsutbildningar som kräver högst tre års heltidsstudier efter gymnasiet sker på grundnivå, enligt den svenska högskolereformen 2007. Grundnivån är första cykeln i Bolognaprocessen, och motsvarar i det sammanhanget bachelor's degree.
Högskolestudier på grundnivå kan i Sverige ge följande generella examina: högskoleexamen eller konstnärlig högskoleexamen efter två års studier, alternativt kandidatexamen eller konstnärlig kandidatexamen efter tre års studier. Dessutom kan det ge ett flertal yrkesexamina.